# Ужасающий 3
«Ужаса́ющий 3» (англ. Terrifier 3) — американский рождественский слэшер о сверхъестественном, созданный в 2024 году режиссёром и сценаристом Дэмиеном Леоне. В главных ролях: Лорен Лавера, Дэвид Ховард Торнтон, Антонелла Роуз, Саманта Скаффиди, Эллиот Фаллэм, Маргарет Энн Флоренс и Брайс Джонсон. Сиквел фильма «Ужасающий 2» (2022) и третья часть кинофраншизы «Ужасающий». Действие происходит в канун Рождества, спустя пять лет после событий приквела. Сиенна Шоу пытается забыть о своей кошмарной встрече с клоуном Артом и вернуться к обычной жизни. В то же время Арт начинает терроризировать её и других жителей округа Майлз вместе со своей новой спутницей — одержимой Викторией Хейз.
После хвалебных отзывов от кинокритиков и достойных показателей в прокате Леоне приступил к написанию сценария для третьего фильма, с намерением продолжить в нём повествование «Ужасающего 2». Особое внимание режиссёр уделил образу Виктории Хейз, поскольку в первой картине франшизы не проработал её персонаж надлежащим образом. Съёмки проходили с февраля по апрель 2024 года, бюджет составил 2 млн долларов.
Мировая премьера состоялась 19 сентября 2024 года на фестивале Fantastic Fest в Остине (Техас). В американский кинопрокат лента вышла 11 октября 2024 года, в российский — 10 октября. «Ужасающий 3» получил преимущественно положительные отзывы от экспертов и собрал по всему миру 90,3 млн долларов, став самым кассовым фильмом франшизы. Наряду с этим слэшер расположился на первой строчке в списке самых кассовых безрейтинговых фильмов в истории. «Ужасающий 4» находится в разработке.

## Сюжет
После того как Сиенна Шоу отрубила голову клоуну Арту в ночь на Хэллоуин, безглавое тело злодея надевает голову полицейского, который первым прибыл на место преступления, и направляется в психиатрическую больницу, где выжившая Виктория Хейз, одержимая Маленькой Бледной Девочкой, только что родила его собственную голову. Вместе они убивают медсестру и санитара, а затем убегают в заброшенный дом. В ванной комнате Виктория разбивает лицо о зеркало, осколком перерезает себе запястья и отрубается в ванне. Арт неподвижно сидит в кресле-качалке на чердаке; оба погружаются в спячку.
Пять лет спустя, после выписки из психиатрической больницы, Сиенна переезжает к своей тёте по материнской линии Джесс, живущей с мужем Грегом и дочерью Гэбби, которая считает Сиенну своим кумиром, не зная о травмирующих событиях из её прошлого. Сиенна часто видит в галлюцинациях свою умершую лучшую подругу Брук, считая себя виновной в её гибели. Девушка пытается наладить отношения со своим братом Джонатаном, который теперь учится в колледже и старается жить дальше после инцидента с клоуном. За несколько дней до Рождества двое строителей находят тела Арта и Виктории. Пара просыпается и, убив их, отправляется на новую серию убийств. Арт расправляется с Санта-Клаусом в баре и надевает его костюм; ночью он пробирается в дом к неизвестной семье и вырезает её топором, а на следующее утро приходит в торговый центр с взрывчаткой, замаскированной под подарки, и убивает нескольких покупателей, включая детей. Сиенна мельком видит Арта в магазине перед взрывом, но её семья ей не верит.
Сиенна решает навестить Джонатана в университете. Там она знакомится со знакомыми ему студентами — Коулом и Мией; последняя занимается подкастами о реальных преступлениях. Миа уговаривает Сиенну и Джонатана принять участие в интервью о резне в округе Майлз, но Сиенна отказывается. Героиня делится с братом, что Арт вернулся, и показывает ему письма, которые он писал ей, пока она находилась в психиатрической больнице; в них говорится, что демоны могут перерождаться и вселяться в таких людей, как Виктория, используя их в качестве «сосуда». Также Сиенна сообщает Джонатану, что планирует вернуться в аттракцион с привидениями «Terrifier», чтобы забрать оттуда меч своего отца. Немного позже Арт появляется в университете и убивает Мию и Коула бензопилой. Сиенна видит по телевизору репортаж о случившемся в торговом центре и в панике требует, чтобы Джонатана немедленно забрали из колледжа. Грег уезжает за Джонатаном, а Сиенна засыпает. Во сне она видит своего отца и ангелов, создающих доспехи из её костюма. Проснувшись, Сиенна слышит, как Джесс и её муж обсуждают, что делать с её ухудшающимся состоянием. Девушка спускается на первый этаж и обнаруживает Арта и Викторию, украшающих обезглавленное и изрезанное тело Грега, приколотое к стене. После небольшой потасовки Арт вырубает её ударом молотка.
Сиенна приходит в сознание привязанной к стулу и видит рядом связанную тётю Джесс. Виктория показывает паре ободранную голову в клетке, пожираемую крысами, и утверждает, что это Гэбби. После этого Арт и Виктория убивают Джесс, вонзив ей в горло трубку, загнав туда крыс и перерезав ей горло. Неожиданно Арт приводит живую Гэбби: Виктория говорит Сиенне, что голова в клетке на самом деле принадлежит Джонатану. Хейз надевает на голову Сиенны терновый венец и пытается завладеть её телом, но девушка сопротивляется, поскольку её воля ещё не сломлена. По требованию Виктории Сиенна открывает рождественский подарок от Гэбби — внутри оказывается тот самый меч. Она освобождается и, используя его, перерезает горло Арту и обезглавливает Викторию. Лужа крови Хейз прожигает пол, открывая портал в ад. Гэбби падает в него, но успевает схватиться за край. Сиенна побеждает клоуна, пригвоздив его к стене, и бежит спасать Гэбби, однако та, не удержавшись, падает в бездну вместе с мечом. Арт убегает через окно и садится в городской автобус. Сиенна смотрит на свои израненные руки, которые начинают заживать, и обещает себе найти и спасти Гэбби.

## В ролях
| Актёр                                           | Роль |
| ----------------------------------------------- | --- |
| Лорен Лавера Лусиана Элиза Киньонез (в детстве) | Сиенна Шоу старшая сестра Джонатана; обезглавила Арта в предыдущем фильме                                                                                 |
| Дэвид Ховард Торнтон                            | клоун Арт |
| Антонелла Роуз                                  | Габби Шоу дочь Джесс и Грега и двоюродная сестра Сиенны и Джонатана                                                                                       |
| Саманта Скаффиди                                | Виктория Хейз старшая сестра Тары Хейз и единственная выжившая в первой картине; одержима Маленькой Бледной Девочкой и выступает в качестве спутницы Арта |
| Эллиот Фаллэм                                   | Джонатан Шоу младший брат Сиенны, ныне студент колледжа                                                                                                   |
| Маргарет Энн Флоренс                            | Джесс Шоу тётя Сиенны и Джонатана и старшая сестра их матери Барбары                                                                                      |
| Брайс Джонсон                                   | Грег Шоу дядя Сиенны и Джонатана, муж Джесс и отец Гэбби                                                                                                  |
| Алекса Блэр Робертсон                           | Миа девушка Коула и фанатка преступлений; помешанна на резне в округе Майлз                                                                               |
| Мейсон Мекартеа                                 | Коул сосед Джонатана по комнате в общежитии |
| Криси Фокс                                      | Дженнифер |
| Лусиана Вандетт                                 | Джульет |
| Клинт Ховард                                    | Смоуки |
| Брэдли Страйкер                                 | Эдди |
| Дэниел Робук                                    | Санта-Клаус / Чарли |
| Крис Джерико                                    | Адам Бёрк санитар психиатрической больницы округа Майлз                                                                                                   |
| Том Савини                                      | очевидец |
| Джейсон Патрик                                  | Майкл Шоу отец Сиенны и Джонатана, художник; умер от опухоли мозга                                                                                        |
| Кайли Хайман                                    | Брук погибшая лучшая подруга Сиенны, явившаяся ей в виде галлюцинации                                                                                     |
| Стивен Кофилд-младший                           | офицер Эванс |
| Энни Ледерман                                   | соведущая Graven Image |
| Джон Абрахамс                                   | Деннис |
| Джон Сандерс                                    | голос демона |
| Джен Айер Дрейк                                 | женщина в автобусе |
| Фил Фальконе                                    | Том водитель автобуса |

## Производство
В сюжете третьего фильма франшизы о клоуне Арте одно из центральных мест занимает персонаж Саманты Скаффиди, Виктория Хейз, — в предыдущих картинах серии её образ был недостаточно раскрыт, поэтому Дэмиен Леоне решил вернуть её в более значимой роли. По изначальной идее режиссёра оригинальная концовка «Ужасающего 2» предполагала смерть Виктории; увидев в ней сходство с концепцией фильма ужасов «Злое» (2021), Леоне был вынужден отказался от этой идеи. В какой-то момент он передумал «убивать» героиню и разработал для неё арку в триквеле. Также ему хотелось ещё поработать со Скаффиди.
В декабре 2023 года стало известно, что в «Ужасающем 3» появится Крис Джерико, мелькавший в небольшой роли во второй части. В апреле 2024 года Дэниел Робук получил роль Санта-Клауса. В мае раскрылось участие в ленте Тома Савини, в июне — Джейсона Патрика, а в июле — Антонеллы Роуз, Криси Фокс, Клинта Ховарда и Джона Абрахамса.
В мае 2023 года появилась информация, что съёмки «Ужасающего 3» начнутся в ноябре или декабре 2023 года. В результате они стартовали в феврале 2024 года и завершились в апреле. В июле проводились дополнительные съёмки в Нью-Йорке. Леоне ставил картину с использованием анаморфированных объективов Panavision, намереваясь придать ей винтаж работ Джона Карпентера. Производство фильма обошлось продюсерам в 2 миллиона долларов; по мнению журнала Variety, в сравнении с голливудскими стандартами такая сумма «всё ещё дико низка».

## Релиз
«Ужасающий 3» вышел в кинотеатрах США 11 октября 2024 года, прокатчиком выступила компания Cineverse, купившая права на выпуск фильма в июне 2023 года; также Cineverse обеспечит слэшеру релиз на своём стриминг-сервисе Screambox. В России кинопремьера состоялась 10 октября. Изначально релиз планировался на 25 октября в США и 24 октября в России. 19 сентября картина была показана в ночь открытия фестиваля Fantastic Fest. В избранных кинотеатрах сети AMC фильм шёл двойным сеансом с «Ужасающим 2», а после этого включалось музыкальное видео на официальную песню из фильма — «A Work of Art» — группы Ice Nine Kills с участием басиста System of a Down Шаво Одаджяна. Песня стала доступна в качестве сингла одновременно с кинотеатральным релизом фильма 11 октября. Cineverse заплатила около 5 млн долларов за права на фильм и маркетинг; реклама обошлась компании в 500 тысяч долларов (в основном картина рекламировалась силами фанатов Bloody Disgusting и восьмидесяти миллионов подписчиков на 30 потоковых каналах), в то время как дополнительные траты на получение прав покрылись за счёт кредита в 3,67 млн долларов, причём кредитор забрал 15 % от роялти, ограниченного суммой в 6,4 млн долларов. «Ужасающий 3» не был представлен экспертам системы рейтингов Американской киноассоциации, благодаря чему избежал рейтинга NC-17.

### Выход на цифровых площадках
«Ужасающий 3» появился на Prime Video, Apple TV и других стриминговых платформах 26 ноября 2024 года в формате 4K Ultra HD. 17 декабря того же года слэшер вышел на DVD, Blu-ray и 4K Ultra HD Steelbook, а 15 января 2025 года — в российских онлайн-кинотеатрах Wink, Okko, «Иви» и «Кинопоиск».
31 января 2025 года австралийская компания Umbrella Entertainment запустит в продажу бокс-сет, содержащий Ultra HD Blu-ray-, Blu-ray-, DVD- и VHS-версии фильмов «Канун Дня Всех Святых», «Ужасающий», «Ужасающий 2» и «Ужасающий 3».

## Восприятие

### Кассовые сборы
«Ужасающий 3» собрал по всему миру $90,3 млн, из которых $54 млн приходится на Северную Америку, а $36,3 млн — на другие территории.
В премьерные выходные фильму прогнозировали $10—11 млн сборов в 2514 кинотеатрах, в то время как Boxoffice Pro предрекал $12—18 млн. В первый день слэшер заработал $8,2 млн (в том числе $2,6 млн на вечерних показах в четверг). В итоге картина собрала $18,9 млн и возглавила прокат. Будучи инди-фильмом, «Ужасающий 3» обошёл по кассовым сборам мюзикл DC «Джокер: Безумие на двоих». Из-за отсутствия у «Ужасающего 3» рейтинга кинотеатры отнеслись к нему как фильму с рейтингом R и не пускали на сеанс посетителей младше 17 лет без сопровождения родителей или опекунов. Согласно теории двух анонимных источников, «заметный скачок» в прибыли «Дикого робота» в те выходные произошёл из-за того, что подростки покупали билеты на «Дикого робота», а затем проникали на «Ужасающего 3». Такая тенденция наблюдалась и в первый понедельник проката, когда фильм выручил $2,6 млн, в результате чего общие четырёхдневные сборы составили $21,5 млн. Во вторые выходные фильм заработал $9,3 млн (спад на 51 %) и оказался на третьем месте среди лидеров проката. В третьи выходные картина собрала $4,8 млн и заняла шестое место.
В первый день проката во Франции ленту посмотрели 45 000 зрителей, благодаря чему она превзошла по сборам такие фильмы ужасов, как «Пила X» (35 000) и «Улыбка» (33 000). В премьерные выходные в Польше на «Ужасающего 3» было продано почти 140 000 билетов.

### Рейтинги, оценки и отзывы
На агрегаторе рецензий Rotten Tomatoes рейтинг фильма составляет 78 % со средней оценкой 6,4 из 10, основанной на 121 обзоре кинокритиков. Рецензенты сошлись во мнении, что «уничтоживший рождественские праздники и вообще всё на своём пути» «Ужасающий 3» — «просто фантастический подарок к праздничному сезону». Слэшер также обладает «сертификатом свежести». На агрегаторе Metacritic, где оценки выставляются на основании среднего арифметического взвешенного, у картины 61 балл из 100 по данным 18 отзывов критиков, что соответствует «в целом положительным» отзывам. Согласно данным опроса CinemaScore, средняя оценка фильма от зрителей — «B» по шкале от «A+» до «F». Также ленту положительно оценили 76 % зрителей, опрошенных PostTrak, а 59 % порекомендовали её к просмотру.
Рокко Т. Томпсон, пишущий для журнала Slant Magazine, указал на недостаточно проработанный сюжет, но при этом похвалил игру актёров, в особенности Саманты Скаффиди, и практические эффекты. Критик заметил, что Лорен Лавера привнесла в свой образ «эмоциональную интенсивность». Ричарду Уиттакеру, рецензенту The Austin Chronicle, понравилось продолжающееся развитие мира «Ужасающего», трансгрессивность персонажа Арта и сюжетная линия Виктории. Мэттью Джексон из The A.V. Club одобрительно отозвался об актёрской игре Дэвида Ховарда Торнтона и Лаверы, наряду с этим похвалив и сценарий. «И вот перед нами Лавера, зарекомендовавшая себя как одна из самых ярких новых звёзд жанра ужасов благодаря своему второму появлению в роли Сиенны Шоу», — подчеркнул Джексон. Элисон Форман из IndieWire тоже написала о триквеле позитивную рецензию, назвав историю «убедительной и комфортной», а Викторию Хейз — «секретным оружием» Леоне. По мнению Форман, «Ужасающий 3» дал героиням Лаверы и Скаффиди «предостаточно времени для развития».

### Инциденты
Французский комитет по классификации фильмов запретил просмотр «Ужасающего 3» лицам младше 18 лет. Последний раз такое ограничение действовало в 2006 году на фильм «Пила 3». Из Великобритании поступали сообщения о том, что зрители испытывали тошноту и покидали кинозалы после просмотра начальной сцены. По имеющимся данным, два человека потеряли сознание во время показа фильма в Австралии.

## Сиквел
О своих планах на создание четвёртого фильма франшизы Леоне впервые поделился в 2023 году. В сентябре 2024 года на кинофестивале Fantastic Fest он заявил, что история Арта продолжится в «Ужасающем 4».